# زهرة الأفعى المصحية
زهرة الأفعى المصحية (الاسم العلمي: Echium virescens) هو نوع نباتي يتبع جنس زهرة الأفعى ضمن الفصيلة الحِمحِمية من طائفة ثنائيات الفلقة.